# زمین‌لرزه کنگو
زمین‌لرزه کنگو ممکن است به یکی از موارد زیر اشاره داشته باشد:
- زمین‌لرزه ۱۹۶۶ کنگو
- زمین‌لرزه ۱۹۶۰ کنگو
- زمین‌لرزه ۲۰۰۲ کنگو